# كوينسي بيركنز
كوينسي بيركنز (بالإنجليزية: Quincy Perkins)‏ هو مخرج أمريكي، ولد في 16 يوليو 1980.

## وصلات خارجية
- كوينسي بيركنز على موقع IMDb (الإنجليزية)
- كوينسي بيركنز على موقع قاعدة بيانات الفيلم (الإنجليزية)
- كوينسي بيركنز على موقع كينوبويسك (الروسية)